# Râul Adona
Râul Adona este un curs de apă, afluent al râului Peța.

## Hărți
- Harta județului Bihor
- Harta munții Apuseni